# Gallop (studio)
Pour les articles homonymes, voir Gallop.
Gallop Co., Ltd. (株式会社ぎゃろっぷ, Kabushiki Kaisha Gyaroppu) est un studio d'animation japonais créé le 13 décembre 1978 par Hatsuki Tsuji, Hajime Watanabe, Kazuyuki Kobayashi et Yoshiyuki Tokinaga et d'anciens membres du studio Toei Animation.

## Historique
Akio Wakana, responsable de la photographie chez Tōkyō Animation Film, prend son indépendance puis fonde en décembre 1979 Studio Gallop (スタジオぎゃろっぷ). À l'époque, le studio est spécialisé dans la photographie et travaille notamment pour Studio Pierrot et Group TAC.
En 1983, une partie du staff de Telecom Animation Film intègre le studio qui se tourne alors vers la sous-traitance d'animation. En 1986, le studio produit sa première œuvre, Kenritsu Chikyū Bōeigun avec OB Planning.
En 1994, Studio Gallop commence sa coopération avec le studio d'animation coréen Dong Woo Animation qui commence alors à sous-traiter une partie de la production de Studio Gallop.
Le 27 février 2001, le studio change de nom pour Gallop et change également son statut juridique qui passe de Yūgen gaisha à Kabushiki gaisha.
En France et en Europe, le studio est surtout connu pour avoir réalisé les 6 premières séries liées à la saga Yu-Gi-Oh! entre 2000 et 2019.

## Production

### Série TV
| Année | Titre                                             | Dates de 1re diffusion | Dates de 1re diffusion | Nb. éps.   | Notes |
| Année | Titre                                             | Début                  | Fin                    | Nb. éps.   | Notes |
| ----- | ------------------------------------------------- | ---------------------- | ---------------------- | ---------- | --- |
| 1985  | Théo ou la Batte de la victoire                   | 24 mars 1985           | 22 mars 1987           | 101        | Production basée sur le manga de Mitsuru Adachi ; supervision de la production de Group TAC.                                                              |
| 1985  | Le Collège fou, fou, fou                          | 12 octobre 1985        | 26 septembre 1987      | 86         | Production basée sur le manga de Motoei Shinzawa ; supervision de la production de Studio Comet.                                                          |
| 1987  | Sous le signe des Mousquetaires                   | 9 octobre 1987         | 17 février 1989        | 52         | Production basée sur le D'Artagnan de la franchise Les Trois Mousquetaires.                                                                               |
| 1988  | Kiteretsu Daihyakka (en)                          | 27 mars 1988           | 9 juin 1996            | 331        | Production basée sur le manga de Fujiko Fujio. |
| 1989  | Miracle Giants Dome-kun (ja)                      | 2 avril 1989           | 25 mars 1990           | 49         | Production originale. |
| 1989  | Gaki Deka (ja)                                    | 16 octobre 1989        | 26 mars 1990           | 22         | Production basée sur le manga de Tatsuhiko Yamagami. |
| 1990  | Tanken Goblin Shima (ja)                          | 2 avril 1990           | 25 mars 1991           | 100        | Production originale. |
| 1990  | RPG Densetsu Hepoi (ja)                           | 6 octobre 1990         | 28 septembre 1991      | 50         | Produite par TV Tokyo et NAS (ja). |
| 1991  | Genji Tsūshin Agedama (en)                        | 4 octobre 1991         | 25 septembre 1992      | 51         | Produite par TV Tokyo et NAS (ja). |
| 1992  | Chikyū SOS Soreike Kororin (ja)                   | 8 avril 1992           | 10 mars 1993           | 26         | Production originale pour NHK. |
| 1992  | Hime-chan's Ribbon (ja)                           | 2 octobre 1992         | 3 décembre 1993        | 61         | Production basée sur le manga de Megumi Mizusawa (ja). |
| 1993  | Dragon League (ja)                                | 7 mai 1993             | 27 février 1994        | 39         | Production basée sur le manga de Hiroyuki Kawashima. |
| 1994  | Akazukin Chacha                                   | 7 janvier 1994         | 30 juin 1995           | 74         | Production basée sur le manga de Min Ayahana. |
| 1995  | Nurse Angel Ririka SOS (ja)                       | 7 juillet 1995         | 29 mars 1996           | 35         | Production basée sur le manga de Yasushi Akimoto. |
| 1996  | Kenshin le vagabond                               | 10 janvier 1996        | 4 novembre 1997        | 66         | Production basée sur le manga de Nobuhiro Watsuki ; produite l'épisode 67 avant d'être relayé par Studio Deen.                                            |
| 1996  | Kodomo no omocha                                  | 5 avril 1996           | 27 mars 1998           | 102        | Production basée sur le manga de Miho Obana. |
| 1996  | Kochira Katsushika-ku Kameari Kōen-mae Hashutsujo | 16 juin 1996           | 19 décembre 2004       | 367        | Production basée sur le manga de Osamu Akimoto,. |
| 1997  | TV de Hakken! Tamagotchi!                         | 8 juillet 1997         | 31 mars 1998           | 27         | Production basée sur les de Bandai. |
| 1998  | Initial D                                         | 18 avril 1998          | 28 novembre 1998       | 26         | Production basée sur le manga de Shūichi Shigeno. ; coproduite avec Studio Comet.                                                                         |
| 1998  | Ojarumaru                                         | 5 octobre 1998         | À annoncer             | À annoncer | Production originale pour NHK,. |
| 2000  | Transformers: Robots in Disguise                  | 5 avril 2000           | 27 décembre 2000       | 39         | Suite des trois premières saisons de la première série Transformers.                                                                                      |
| 2000  | Yu-Gi-Oh! Duel Monsters                           | 18 avril 2000          | 29 septembre 2004      | 224        | Septième série de la franchise Yu-Gi-Oh!. |
| 2001  | Beyblade                                          | 8 janvier 2001         | 29 décembre 2003       | 154        | Production basée sur le manga de Takao Aoki lui-même basé sur les Beyblade de Takara ; supervision de la production de Madhouse et Nippon Animedia,.      |
| 2002  | Forza! Hidemaru (en)                              | 6 avril 2002           | 28 septembre 2002      | 26         | Production basée sur le manga de Makoto Mizobuchi. |
| 2002  | Bomberman Jetters                                 | 2 octobre 2002         | 24 septembre 2003      | 52         | Série basée sur le jeu vidéo Bomberman développé et édité par Hudson Soft. ; coproduite avec Studio Deen.                                                 |
| 2003  | Astro Boy 2003                                    | 6 avril 2003           | 21 mars 2004           | 50         | Troisième adaptation du manga Astro, le petit robot d'Osamu Tezuka ; supervision de la production de Tezuka Productions.                                  |
| 2004  | Legendz                                           | 4 avril 2004           | 27 mars 2005           | 50         | Production basée sur le manga de Makoto Haruno. |
| 2004  | Morizo to Kikkoro (ja)                            | avril 2004             | juillet 2005           | 52         | Production originale pour NHK Enterprise,. |
| 2004  | Yu-Gi-Oh! Duel Monsters GX                        | 6 octobre 2004         | 26 mars 2008           | 180        | Série dérivée de Yu-Gi-Oh! pour les vingt ans de la série Yu-Gi-Oh! Duel Monsters,.                                                                       |
| 2005  | Eyeshield 21                                      | 6 avril 2005           | 19 mars 2008           | 145        | Production basée sur le manga de Yusuke Murata et écrit par Riichiro Inagaki.                                                                             |
| 2005  | Animal Yokochō (ja)                               | 4 octobre 2005         | 26 septembre 2006      | 51         | Production basée sur le manga de Ryo Maekawa ; coproduite avec Dong Woo Animation (ja).                                                                   |
| 2006  | Hataraki Man                                      | 12 octobre 2006        | 21 décembre 2006       | 11         | Production basée sur le manga de Moyoco Anno. |
| 2007  | Yasashi Sato Kandō no kodama (ja)                 | avril 2007             | mars 2008              | 50         | Production originale pour BS Fuji (ja). |
| 2008  | Yu-Gi-Oh! 5D's                                    | 2 avril 2008           | 30 mars 2011           | 154        | Série dérivée de Yu-Gi-Oh! pour les vingt ans de la série Yu-Gi-Oh! Duel Monsters GX,.                                                                    |
| 2009  | Mainichi kaasan (ja)                              | 1er avril 2009         | 25 mars 2012           | 142        | Production basée sur le manga de Rieko Saibara ; coproduite avec Dong Woo Animation. Production à partir du 97e épisode (diffusé le 8 mai 2011).          |
| 2011  | Yu-Gi-Oh! Zexal                                   | 11 avril 2011          | 23 mars 2014           | 146        | Deuxième série de la franchise Yu-Gi-Oh!,. |
| 2012  | Arashi no Yoru ni: Himitsu no Tomodachi           | 4 avril 2012           | 26 septembre 2012      | 26         | Production basée sur le light novel de Yūichi Kimura et écrit par Hiroshi Abe ; supervision de la production de Sparky Animation et Baku Enterprise.      |
| 2013  | Sazae-san                                         | 7 avril 2013           | À annoncer             | À annoncer | Production basée sur le manga de Machiko Hasegawa ; supervision de la production de Eiken.                                                                |
| 2014  | Majin Bone (ja)                                   | 1er avril 2014         | 31 mars 2015           | 52         | Production basée sur la franchise autour du jeu de cartes à collectionner développé par Dimps et édité par Bandai ; coproduite avec Toei Animation.       |
| 2014  | Lady Jewelpet (en)                                | 5 avril 2014           | 28 mars 2015           | 52         | 6e série de la franchise Jewelpet ; coproduite avec Zexcs.                                                                                                |
| 2014  | Yu-Gi-Oh! ARC-V                                   | 6 avril 2014           | 26 mars 2017           | 148        | Deuxième série de la franchise Yu-Gi-Oh!. |
| 2014  | World Trigger                                     | 5 octobre 2014         | 3 avril 2016           | 74         | Basée sur le manga de Daisuke Ashihara ; supervision de la production de Toei Animation.                                                                  |
| 2015  | Jewelpet: Magical Chance (ja)                     | 4 avril 2015           | 26 décembre 2015       | 39         | Septième série d'animation de la franchise Jewelpet créée par Sanrio et Sega Sammy Holdings ; coproduite avec Studio Deen.                                |
| 2017  | Yu-Gi-Oh! Vrains                                  | 10 mai 2017            | 25 septembre 2019      | 120        | Cinquième série de la franchise Yu-Gi-Oh! de spin off. |
| 2018  | Card Captor Sakura - Clear Card Arc               | 7 janvier 2018         | 10 juin 2018           | 22         | Basée sur le manga de CLAMP ; coproduite avec Madhouse,.                                                                                                  |
| 2018  | Bakutsuri Bar Hunter (ja)                         | 2 octobre 2018         | 26 mars 2019           | 25         | Production basée sur une ébauche originale de Sakaban Suzuki pour le projet mediamix de Bandai, Shōgakukan ; coproduite avec Toei Animation,.             |
| 2020  | Digimon Adventure:                                | 5 avril 2020           | 26 septembre 2021      | 67         | Reboot de Digimon Adventure ; huitième série de la franchise Digimon ; supervision de la production de Toei Animation.                                    |
| 2020  | Princess Connect! Re:Dive (ja)                    | 6 avril 2020           | 29 mars 2022           | 24         | Développé et édité conjointement avec la société mère CyberAgent.                                                                                         |
| 2021  | Digimon Ghost Game                                | 3 octobre 2021         | 26 mars 2023           | 68         | Septième série de la franchise Digimon. ; supervision de la production de Toei Animation.                                                                 |
| 2022  | Fushigi dagashiya: Zenitendō - Tsuri taiyaki (ja) | 8 avril 2022           | À annoncer             | À annoncer | Inspiré par la série de romans pour enfants écrite par Reiko Hiroshima ; produite l'épisode 53 avant d'être relayé par ; coproduite avec Toei Animation,. |
| 2022  | Me & Roboco                                       | 5 décembre 2022        | 19 juin 2023           | 28         | Production basée sur le manga de Shuhei Miyazaki. |
| 2024  | Kagaku Manga Survival! (ja)                       | 5 octobre 2024         | À annoncer             | À annoncer | Septième série de la franchise de la série de manhwa d'apprentissage Survival .                                                                           |

### Films
| Année | Titre                                                                              | Date de sortie   | Notes |
| ----- | ---------------------------------------------------------------------------------- | ---------------- | --- |
| 1986  | Dōwa Meita Senshi Windaria                                                         | 19 avril 1986    | Production basée sur le roman de fantasy Kunihiko Yuyama.                                                                  |
| 1989  | Anime Sanjushi: Aramis no Bōken                                                    | 11 mars 1989     | Première adaptation cinématographique du la franchise de Les Trois Mousquetaires.                                          |
| 1997  | Kenshin le vagabond film 1                                                         | 20 décembre 1997 | Deuxième adaptation cinématographique du manga de Nobuhiro Watsuki.                                                        |
| 1999  | Kochikame film 1                                                                   | 23 décembre 1999 | Première adaptation cinématographique du manga de Osamu Akimoto.                                                           |
| 2000  | Ojarumaru the Movie: The Promised Summer - Ojaru and Semira (ja)                   | 15 juillet 2000  | Production basée sur le premier roman de la série de Ojarumaru.                                                            |
| 2003  | Kochikame film 2                                                                   | 20 décembre 2003 | Deuxième adaptation cinématographique du manga Osamu Akimoto.                                                              |
| 2004  | Yu-Gi-Oh!, le film : La Pyramide de Lumière                                        | 13 août 2004     | Première adaptation cinématographique du manga Yu-Gi-Oh! de Kazuki Takahashi.                                              |
| 2009  | Kawa no Hikari (ja)                                                                | 20 juin 2009     | Production basée sur le premier roman de la série de light novel de Hisaki Matsuura.                                       |
| 2010  | Yu-Gi-Oh ! The Movie : Super Fusion ! Bonds That Trenscend Time                    | 23 janvier 2010  | 2e film Yu-Gi-Oh!. |
| 2016  | Yu-Gi-Oh! The Dark Side of Dimensions                                              | 23 avril 2016    | 3e film Yu-Gi-Oh!,. |
| 2019  | Bakutsuri Bar Hunter: Nazo no Barcode Triangle! Bakutsure shinkaigyo Poseidon (ja) | 26 avril 2019    | Première adaptation cinématographique du la franchise de Bandai ; coproduite avec Toei Animation,.                         |
| 2020  | Jintai no Survival! (ja)                                                           | 31 juillet 2020  | Inspiré par le 17e tome de la série de manhwa d'apprentissage Survival (RR : Sal-anamgi) ; coproduite avec Toei Animation. |
| 2021  | Shinkai no Survival! (ja)                                                          | 13 août 2021     | 2e film Survival! ; coproduite avec Toei Animation.                                                                        |
| 2022  | Oshiri tantei Shiarity (ja)                                                        | 18 mars 2022     | Court métrage tiré de la série d'animation Oshiri tantei ; coproduite avec Toei Animation.                                 |

### OAV
- Kenritsu Chikyū Bōeigun (ja) (1 OAV) (1986) (Avec OB Production)[77]
- TWD Express Rolling Take Off (ja) (1 OAV) (1987)[77]
- Mugen Shinshi: Boken Katsugeki Hen (ja) (1 OAV) (1987)[78]
- Maps: Densetsu no Samayoeru Seijintachi (ja) (1 OAV) (1987)[79]
- To-y (ja) (1 OAV) (1987)[80]
- One-Pound Gospel (1 OAV) (1988)[77]
- Fujiko F. Fujio no SF Tanpen Theater (ja) (10 OAV) (1990–1991)
- Akazukin Chacha (3 OAV) (1995–1996)
- Anime Kotenbungankukan (ja) (6 OAV) (2003)
- Eyeshield 21 Christmas Bowl e no Michi (1 OAV) (2005)
- Les Enquêtes de Kindaichi (2 OAV) (2012–2013) (Avec Toei Animation)

## Personnalités ayant travaillé chez Gallop
- Hajime Watanabe, réalisateur (Hime-chan's Ribbon, Genji Tsūshin Agedama, Kiteretsu Daihyakka, Ojarumaru…)[81]
- Kazuyuki Kobayashi, réalisateur (Le Collège fou, fou, fou, Chikyū SOS Soreike Kororin, Sous le signe des Mousquetaires, Miracle Giants Dome-kun, Initial D…)[82]
- Yoshiyuki Tokinaga, réalisateur (Akazukin Chacha, Nurse Angel Ririka SOS, Kodomo no Omocha, Kochira Katsushika-ku Kameari Kōen-mae Hashutsujo, Eyeshield 21, Mainichi Kawasan,…)[83]
- Hatsuki Tsuji, character designer (Hataraki Man,  Legendz, Animal Yokochō…)[84]
- Kazuki Takahashi, character designer (Yu-Gi-Oh!, Yu-Gi-Oh! GX, Yu-Gi-Oh! Zexal, Yu-Gi-Oh! Arc-V, Yu-Gi-Oh! Vrains, Yu-Gi-Oh!, le film : La Pyramide de Lumière, Yu-Gi-Oh! Réunis au-delà du temps, Yu-Gi-Oh! The Dark Side of Dimensions, Yu-Gi-Oh! 5D's…)[85]